# Julius Worpitzky
Julius Daniel Theodor Worpitzky (* 10. Mai 1835 in Karlsburg, Kreis Greifswald; † 4. März 1895 in Berlin) war ein deutscher Mathematiker. Er beschäftigte sich vor allem mit Kettenbrüchen, bernoullischen und eulerschen Zahlen, Euler-Zahlen und mit der Auswertung bestimmter Integrale.

## Leben
Worpitzky erwarb 1855 am Gymnasium in Anklam das Reifezeugnis. Er studierte dann fünf Semester an der Universität Greifswald bei Johann August Grunert und im Wintersemester 1857/58 in Berlin.
Er war danach als Privatlehrer tätig, unter anderem von 1860 bis 1862 in Livland. Nach seiner Rückkehr nach Preußen und bestandenem Examen pro facultate docendi trat er in das mathematisch-pädagogische Seminar von Karl Heinrich Schellbach 1862/63 in Berlin ein, wo er an Schellbachs Lehre von den elliptischen Integralen und den Thetafunktionen mitwirkte. Laut Vorwort führte er den Nachweis dafür, dass die Wurzeln eines bei der Untersuchung auftretenden Polynoms reell sind.
1864 wurde er ordentlicher Lehrer am Friedrichs-Gymnasium Berlin, das seinerzeit unter der Leitung von Adolf Ferdinand Krech mit dem Friedrichs-Realgymnasium vereinigt war. Drei Jahre später wurde er in Jena mit der Abhandlung Ueber die Endlichkeit von bestimmten Integralen und Reihensummen promoviert. Im folgenden Jahr wurde er als Nachfolger von Heinrich Bertram erster Mathematiker am Friedrichs-Werderschen Gymnasium.
Im Herbst 1872 wurde ihm zusätzlich an der Königlich Preußischen Kriegsakademie eine Lehrstelle für Mathematik übertragen, für einige Zeit arbeitete er auch für das Ministerium. In Berlin war er Mitglied der Freimaurerloge Friedrich Wilhelm zur gekrönten Gerechtigkeit.
Ab 1892 war seine Gesundheit beeinträchtigt. Seine Versetzung in den Ruhestand hatte er zum 1. April 1895 erbeten und erhalten. Sein Grabmal auf dem Friedhof I der Jerusalems- und Neuen Kirchengemeinde, eine Ädikula aus rotem Granit mit Relief aus weißem Marmor, schuf Julius Moser.
Seine wissenschaftlichen Abhandlungen gehören hauptsächlich zur Funktionentheorie, wobei er in Konkurrenz zu Charles Briot und Jean-Claude Bouquet stand.

## Schriften
- Beitrag zur Integration der Riccatischen Gleichung, C. A. Koch’s Verlags-Buchhandlung Th. Kunike, Greifswald 1862
- Untersuchungen über die Entwickelung der monodromen und monogenen Functionen durch Kettenbrüche, Jahresbericht Friedrichs-Gymnasium und Realschule, Gustav Lange, Berlin 1865
- Ueber die Endlichkeit von bestimmten Integralen und Reihensummen, W. Ratz, Jena 1867 (Inaugural-Dissertation)
- Elemente der Mathematik für gelehrte Schulen und zum Selbststudium, Weidmannsche Buchhandlung, Berlin 1872 (Heft 1) 1874 (Hefte 2 bis 4) 1883 (Heft 5)
- Lehrbuch der Differential- und Integral-Rechnung, Weidmannsche Buchhandlung, Berlin 1880 (im Internet-Archiv: )
- Zahl, Grösse, Messen, in: Festschrift zu der zweiten Säcularfeier des Friedrichs-Werderschen Gymnasiums zu Berlin, Weidmannsche Buchhandlung, Berlin 1881, S. 335–348 (im Internet-Archiv: )
- Studien über die Bernoullischen und Eulerschen Zahlen, Crelles Journal 94, 1883, S. 203–232